# 筱兰芳
筱兰芳（1925年3月—2015年8月14日），本名陈美根，浙江绍兴人，绍剧演员，工旦行。
筱兰芳出生于戏曲世家，父亲陈祥发（艺名武旦阿兔）为绍剧武旦。受家庭影响，她自幼爱戏，曾参加越剧坐唱班，1940年进入绍兴乱弹戏班。1945年加入筱昌顺组建的昌顺舞台，并因慕梅兰芳之名而取艺名“筱兰芳”。1946年曾在上海浙东大戏院演出。中华人民共和国成立后，于1951年组建易风绍剧团并担任团长。1960年易风绍剧团并入新民绍剧团，她出任副团长。
筱兰芳出演的戏多源自京剧，包括《樊梨花》、《玉堂春》、《临江驿》、《双阳追狄青》、《吕布与貂婵》、《穆柯寨》、《红鬃烈马》、《四进士》、《汉光武复国走南阳》、《秦香莲》等剧目，常与钱慧韵演对手戏。
2015年8月14日，筱兰芳在上海逝世，终年90岁。